# Torpedo panthera
Espèce
Répartition géographique
Statut de conservation UICN

 DD  : Données insuffisantes
La Torpille panthère (Torpedo panthera) est une espèce de poissons marins cartilagineux appartenant à la famille des Torpedinidae.

## Description
Cette espèce présente un corps discoïde se terminant par une queue robuste dépourvue d'épines. Les deux nageoires dorsales arrondies sont disposées très en arrière et les nageoires pelviennes sont nettement visibles à la base de la queue. La face dorsale est mouchetée de taches jaune brunâtre. Le ventre est blanc.

## Distribution
Ce poisson peuple la mer Rouge et l'océan Indien occidental.

## Habitat
Cette espèce vit sur le sable, parfois près des récifs et souvent à faible profondeur. Toutefois, elle peut aller jusqu'à 110 m. Pour échapper à ses prédateurs elle s'enfouit, en quelques secondes, dans le sable.

## Comportement
Cette espèce consomme des crustacés, des annélides et des petits poissons qu'elle paralyse grâce à des organes électriques situés sur les côtés du corps. Ces organes sont constitués de tissus musculaires modifiés. Ils sont capables de produire des décharges de 100 à 220 volts. Ces dernières ne sont pas vraiment dangereuses pour l'homme mais peuvent occasionner une inconscience temporaire.

## Référence
- Olfers,  1831 : Die Gattung Torpedo in ihren naturhistorischen und antiquarischen Beziehungen erläutert. p. 1-35.